# Иновроцлав
Иновроцлав (пољ. Inowrocław) град је у Пољској у Војводству кујавско-поморском. По подацима из 2019. године број становника у месту је био 72 561.

## Становништво
| 1946.  | 1950.  | 1960.  | 1970.  | 1980.  | 2012.  |
| ------ | ------ | ------ | ------ | ------ | ------ |
| 35.808 | 38.005 | 47.267 | 54.911 | 66.114 | 75 517 |

## Партнерски градови
- Бад Оајнхаузен